# Tsukamurella paurometabola
Tsukamurella paurometabola es una bacteria grampositiva del género Tsukamurella. Fue descrita en el año 1988, pero ya se había aislado anteriormente en insectos y muestras humanas. Se trata de la especie tipo del género Tsukamurella. Su etimología hace referencia a cambiante fácil. Es aerobia. Forma colonias entre blancas y anaranjadas. Temperatura de crecimiento entre 10-37 °C. Posteriormente se han descrito casos tanto de neumonía y de bacteriemia por catéter, especialmente en pacientes inmunodeprimidos y en pacientes VIH positivos. Otros tipos de infecciones que puede causar son peritonitis e infección cutánea. Curiosamente, se ha detectado como un contaminante en el laboratorio, dando lugar incluso a un falso brote. Por otro lado, en esta especie también se ha descrito la presencia de un lipoarabinomanano que induce una respuesta proinflamatoria. Además, hay una cepa de esta especie que se ha utilizado para el control biológico de nematodos.